# جهش دگرقالب

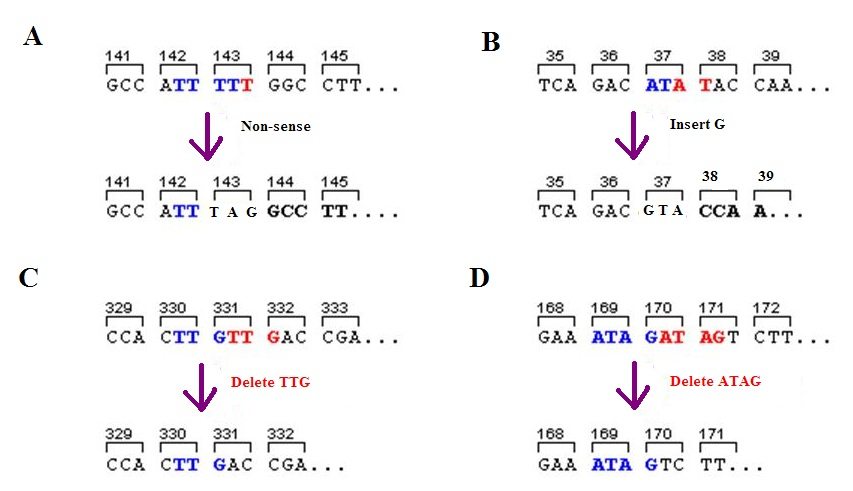
انواع متفاوت جهش‌های ناشی از «جایگیری» یا «حذف». تصویر C فقط یک نمونه از پدیدهٔ «حذف ژنی» است و «جهش دگرقالب» محسوب نمی‌شود.

جهش دگرقالب (انگلیسی: Frameshift mutation) که به آن جهش تغییر چارچوب (جهش تغییردهندهٔ چارچوبِ کد ژنتیک) هم می‌گویند، نوعی جهش ژنتیکی است که در اثر «جایگیری» یا «حذف» در تعدادی نوکلئوتید در دی‌ان‌ای (DNA) ایجاد می‌شود که این تعداد، مضربی از عدد ۳ نیست و در نتیجه، قالبِ خوانش سه‌حرفی (رمز سه‌حرفی) در توالی DNA به‌هم می‌خورد. نتیجهٔ چنین جهشی آن است که ترجمه (رمزخوانی) ژن‌ها به‌کلی تغییر می‌کند و پروتئین متفاوتی ساخته می‌شود. هرچه «جهش دگرقالب» زودتر و در بخش‌های آغازین توالی ژنی رخ دهد، پروتئینی که حاصل خواهد شد، دگرگون‌تر است.
باید توجه کرد که «جهش دگرقالب» با «چندریختی تک-نوکلئوتید» فرق دارد که در آن، فقط ۱ نوکلئوتید مفرد، «تعویض» می‌شود و پدیده‌های «جایگیری» یا «حذف» رخ نمی‌دهند.
در جهش دگرقالب، معمولاً خوانش اسیدهای آمینه از محل جهش به بعد، تغییر می‌کند و اسیدهای آمینهٔ متفاوتی ساخته می‌شود. همچنین نخستین کدون‌های خاتمه ("UAA" ،"UGA" یا "UAG") هم تغییر می‌یابند. زنجیرهٔ پروتئینی نهایی، معمولاً به طرز نامعمولی کوتاه‌تر یا بلندتر از حدِ طبیعی خود است و در بیشترِ مواقع، ناکارآمد است.
جهش‌های دگرقالب یکی از دلایل ایجاد بیماری‌هایی همچون تای ساکس، سرطان روده بزرگ، بیماری کرون، فیبروز سیستیک و «کاردیومیوپاتی هایپرتروفیک» هستند و احتمالِ بروز هیپرکلسترولمی فامیلی را هم افزایش می‌دهند.